# رونار هوف
رونار هوف (بالنرويجية البوكمول: Runar Hove)‏ هو لاعب كرة قدم نرويجي في مركز الدفاع، ولد في 8 أغسطس 1995 في فلورو في النرويج. لعب مع نادي فيكينغ.

## وصلات خارجية
- رونار هوف على موقع اتحاد النرويج (النرويجية)
- رونار هوف على موقع قاعدة بيانات كرة القدم.إي يو (الإنجليزية)
- رونار هوف على موقع Soccerway.com (الإنجليزية)